# Jordi García Candau
Jordi García Candau (Vila-real, Plana Baixa, 2 de gener de 1951) és un periodista valencià.

## Biografia
Llicenciat en Dret i Periodisme, va ingressar a Ràdio Nacional d'Espanya el 1977, on va ser subdirector del programa España a las ocho i va dirigir l'informatiu de migdia.
El 1982 fou nomenat subdirector de Radiocadena Espanyola i un any després arribà a la direcció de l'emissora. Després de la substitució de José María Calviño per Pilar Miró al capdavant de RTVE, García Candau fou rellevat del seu càrrec l'octubre de 1986. Dos mesos després, el Congrés dels Diputats, a proposta del PSOE, el trià com a membre del Consell d'Administració de Radiotelevisió Espanyola.
El 23 de febrer de 1990, fou nomenat director general de l'ens en substitució de Luis Solana. Exercí el càrrec fins a 1996. Durant el seu mandat una de les seues principals preocupacions va ser el sanejament de la complicada situació econòmica de Radiotelevisió Espanyola, i amb aquest objectiu va presentar, el desembre de 1995, un Pla Estratègic que incloïa una injecció financera pública per al període 1995-1999, que equivalia a l'assumpció per part de l'Estat de 245.917.000 de pessetes del deute de RTVE, més subvencions públiques anuals de 80.000 milions . El Pla, però, no va arribar a tirar endavant, en trobar l'oposició, entre d'altres, del llavors ministre d'Economia i Hisenda, Pedro Solbes.
El 2000 va ser nomenat Director de Castella-la Manxa TV, càrrec que va exercir fins 2011.